# Catachlorops calopterus
Catachlorops calopterus är en tvåvingeart som först beskrevs av Ignaz Rudolph Schiner 1868.  Catachlorops calopterus ingår i släktet Catachlorops och familjen bromsar. Inga underarter finns listade i Catalogue of Life.